# Косьмюсозеро
Косьмюсозеро — озеро на территории Сосновецкого сельского поселения Беломорского района Республики Карелии.

## Общие сведения
Площадь озера — 4 км², площадь водосборного бассейна — 1200 км². Располагается на высоте 118,0 метров над уровнем моря.
Форма озера лопастная, продолговатая: оно вытянуто с запада на восток. Берега каменисто-песчаные, местами заболоченные.
Через озеро протекает река Тунгуда, впадающая в реку Нижний Выг.
На западном и восточном берегах Косьмюсозера располагаются, соответственно, деревня Тунгуда и посёлок Новое Машезеро, к которым подходят автодороги местного значения 86К-22 («Новое Машезеро — Тунгуда») и 86К-31 («Пушной — Новое Машезеро»).
Код объекта в государственном водном реестре — 02020001311102000008739.